# Nälden
Nälden est une localité suédoise située dans la commune de Krokom, dans le Comté de Jämtland. Nälden se trouve sur les bords du lac Näldsjön et du fleuve Faxån, à environ 30 km d'Östersund sur la route européenne 14 et la Mittbanan, la ligne de chemin de fer du réseau ferroviaire suédois entre Sundsvall et Storlien.
Jusqu'à 1951, Nälden a été chef-lieu de l'ancienne commune de Näskott.